# Pilea microphylla
Pilea microphylla ist eine Pflanzenart aus der Gattung Kanonierblumen (Pilea) innerhalb der Familie Urticaceae.
Sie wird als Zierpflanze, beispielsweise gelegentlich als Bodendecker verwendet.

## Beschreibung und Ökologie

### Vegetative Merkmale
Pilea microphylla ist eine ausdauernde krautige Pflanze und erreicht Wuchshöhen von bis zu 45 Zentimetern. Sie besitzt keine Brennhaare. Die Stängel sind sukkulent und brechen leicht ab. Abgebrochene Pflanzenteile wurzeln leicht wieder an.
Die gegenständig angeordneten Laubblätter sind einfach. Die hellgrüne, leicht sukkulente Blattspreite ist etwa 3 Millimeter lang.

### Generative Merkmale
Die seitenständigen Blütenstände bestehen aus kleinen knäueligen Teilblütenständen. Die Samen sind mit etwa 0,3 Millimetern Durchmesser sehr klein. Dafür produzieren die Pflanzen außerordentlich viele Samen.
Die Pollen werden von den Pflanzen durch die sich plötzlich entspannenden Staubfäden aus den Staubbeuteln geschleudert. Bei Pilea microphylla wird der Pollen dabei bis zu einem Meter weit ausgeschleudert. Auch die Samen werden durch eine plötzliche Streckung der Reste der Staubblätter aus der Frucht katapultiert; daher der Gattungsname Kanonierblumen.

### Chromosomenzahl
Die Chromosomenzahl beträgt 2n = 42 oder 50.

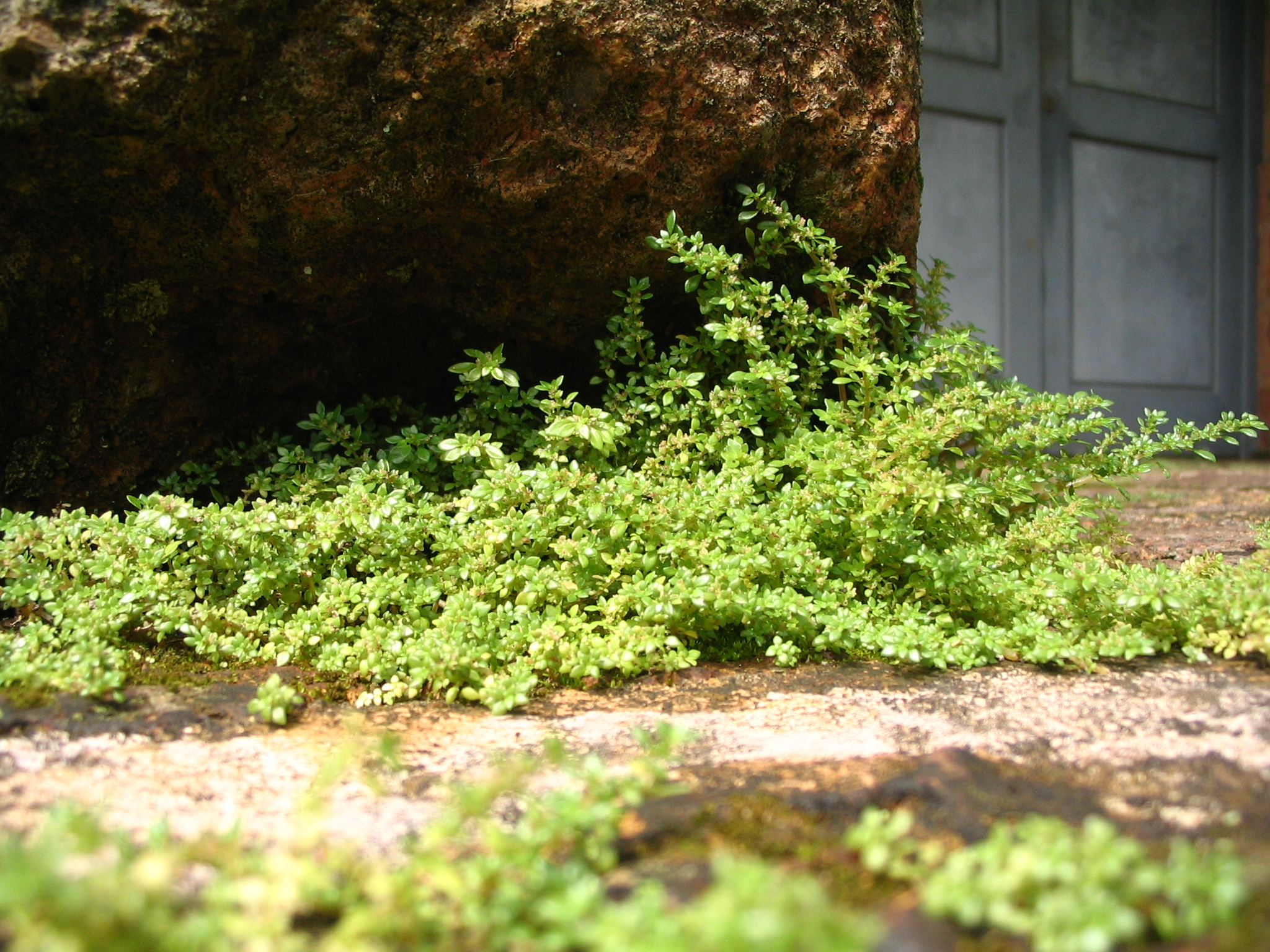
Pilea microphylla in Französisch-Guayana

## Verbreitung
Pilea microphylla ist in der Neotropis von den südöstlichen der Vereinigten Staaten (Florida, Georgia, Louisiana, South Carolina) über Zentralamerika und die Antillen bis nach Chile und Argentinien weitverbreitet.

## Taxonomie
Die Erstveröffentlichung unter dem Namen (Basionym) Parietaria microphylla erfolgte 1759 durch Carl von Linné. Die Neukombination zu Pilea microphylla (L.) Liebm. wurde 1851 durch Frederik Liebmann veröffentlicht.

## Trivialnamen in anderen Sprachen
Trivialnamen sind beispielsweise: engl.: Rockweed, Artillery Plant, Gunpowder Plant, span.: brilhantina
Aufgrund eines angeblich farnartigen Aussehens gibt es auch den Trivialnamen "Artillery Fern".